# Živković Kosa
Živković Kosa es una localidad de Croacia en el municipio de Vojnić, condado de Karlovac.

## Geografía
Se encuentra a una altitud de 135 m s. n. m. a 74 km de la capital nacional, Zagreb.

## Demografía
En el censo 2011, el total de población de la localidad fue de 119 habitantes.
| Gráfica de población de Živković Kosa 1857-2011                     |
|                                                                     |
| Según los censos de población de la oficina estadística de Croacia. |